# Playground (album)
| Recensione | Giudizio |
| ---------- | -------- |
| AllMusic   | [ 1 ]    |

Playground è un album discografico del pianista jazz francese Michel Petrucciani, pubblicato dalla casa discografica Blue Note Records nel giugno del 1991.

## Tracce
Brani composti da Michel Petrucciani, eccetto dove indicato.

### CD
1. September Second – 4:42
2. Home – 5:26
3. P'tit Louis – 4:32
4. Miles Davis' Licks – 4:27
5. Rachid – 3:25
6. Brazilian Suite #3 – 2:33
7. Play School – 3:03
8. Contradictions – 2:57
9. Laws of Physics – 4:44 (Adam Holzman)
10. Piango, Pay the Man – 1:52
11. Like That – 1:38

## Musicisti
- Michel Petrucciani - piano Steinway, sintetizzatore
- Adam Holzman - sintetizzatore, sintetizzatore programming
- Omar Hakim - batteria (eccetto nei brani: Rachid e Piango, Pay the Man)
- Steve Thornton - percussioni
- Anthony Jackson - basso
- Aldo Romano - batteria (brano: Rachid)

Note aggiuntive
- Michel Petrucciani e Adam Holzman - produttori
- Arrangiamenti di Michel Petrucciani, co-arrangiamenti di Adam Holzman
- Registrazioni (base e sovraincisioni) effettuate al Clinton Recording Studios di New York City, New York (Stati Uniti)
- Tom Swift - ingegnere delle registrazioni
- Joe Martin e Neil Dignon - assistenti ingegnere delle registrazioni
- Mixaggio effettuato al Master Sound Studios di Astoria, New York
- David Merrill - assistente ingegnere al mixaggio
- Mastering effettuato da Jose Rodrigues al Sterling Sound Studios
- Carol Friedman - art direction copertina CD
- Patrick Roques - design copertina CD
- John Fenton - foto copertina CD
- Carol Friedman - foto retrocopertina CD
- Questo disco è dedicato a mio padre Tony Petrucciani che mi ha insegnato tutto quello che so
- Ringraziamento speciale a mia moglie Mary Laure, Eric, Anthony, Omar, Steve, Aldo, Tom (buon lavoro!), Bruce e tutto lo staff della Blue Note Records
- Un sentito e speciale ringraziamento ad Adam per il vero aiuto dell'intero progetto[2]